# ソルタムM68 155mm榴弾砲

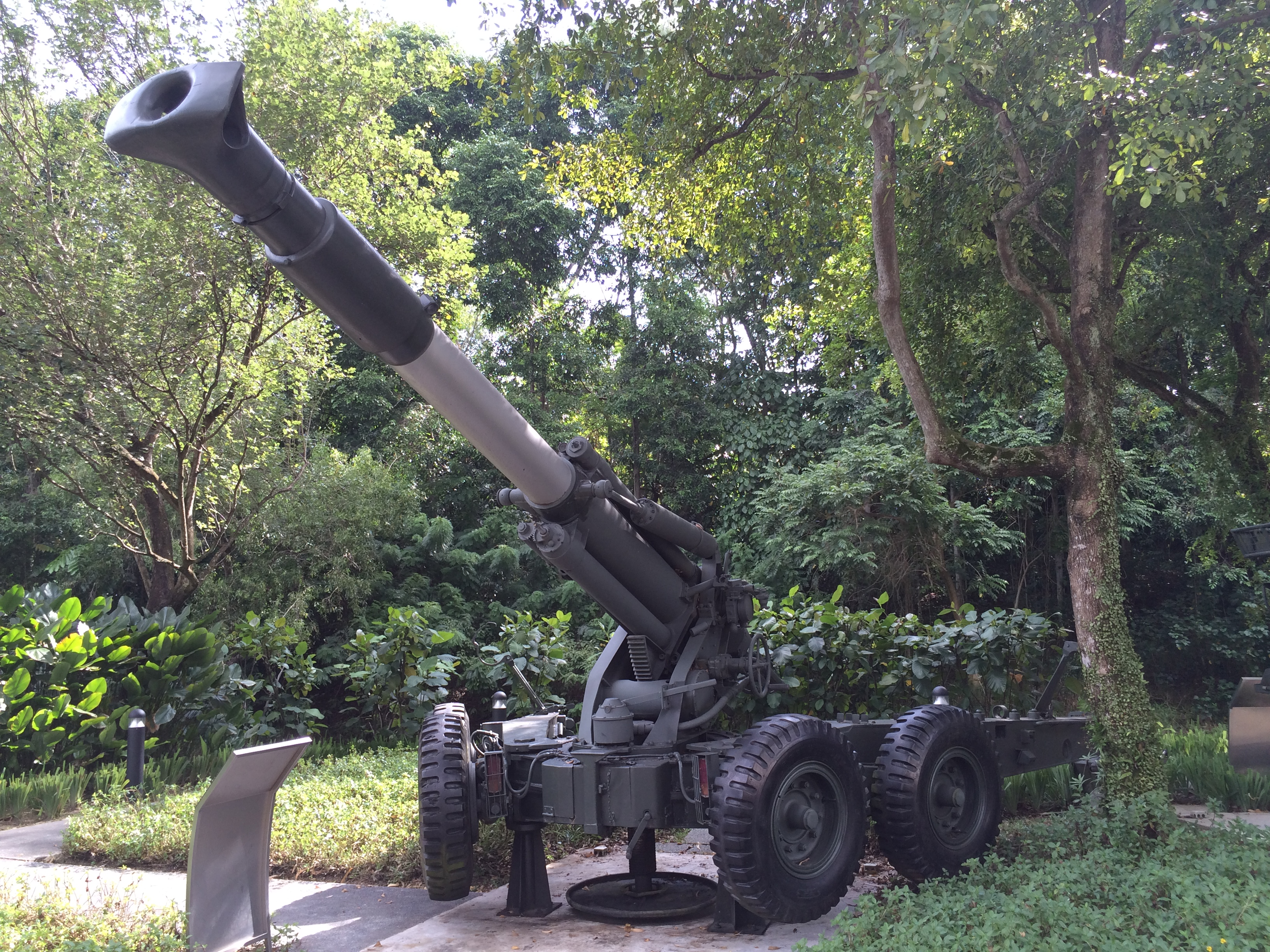
ソルタムM68 155mm榴弾砲

ソルタムM68 155mm榴弾砲は、、フィンランドのタンペラ（現パトリア）が開発した155mm榴弾砲を基に、イスラエルのソルタム・システムズがライセンス生産した33口径の155mm榴弾砲である。

## 概要

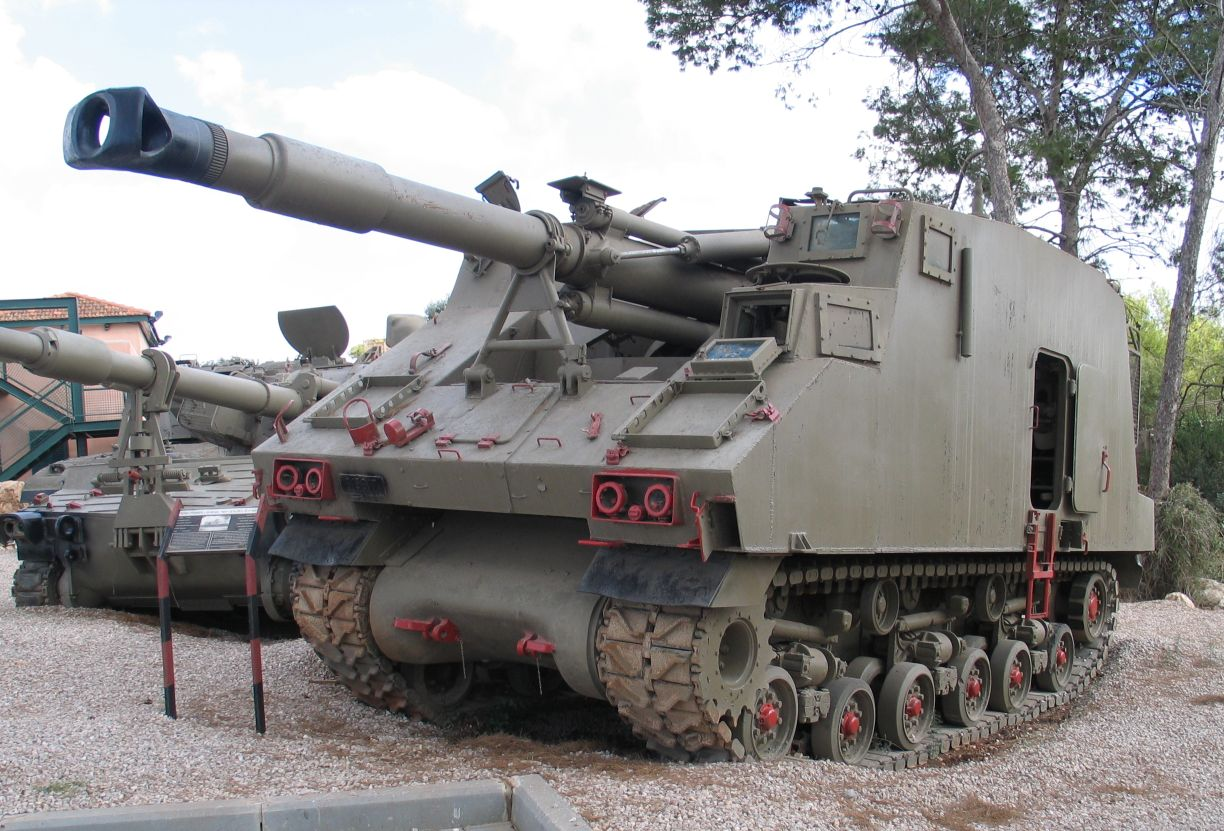
ソルタムL33 155mm自走榴弾砲
イスラエル砲兵隊博物館の展示車両

ソルタムM68はイスラエルのソルタム・システムズが製造した国産の155mm榴弾砲で、連射速度向上のために圧縮空気を利用した装填補助用気圧式さく丈を装備している。この砲は試作品が1968年に完成し、1970年に量産が開始された。
1973年の第四次中東戦争で初めて実戦に用いられ、イスラエル以外にもチリ陸軍、フィリピン陸軍、シンガポール陸軍、タイ王国陸軍、南アフリカ共和国陸軍、ミャンマー陸軍が採用した。
さらに、イスラエルではスーパーシャーマンの車体に密閉式の戦闘室をしつらえてM68を搭載したソルタムL33 155mm自走榴弾砲を開発している。

## スペック
- 口径：155mm
- 全長：m
- 全幅：m
- 重量：9,500kg
- 砲身長：5115mm（33口径）
- 仰俯角：-5°~+70°
- 左右旋回角：90°
- 運用要員：8名
- 発射速度：発/分（最大）、発/分（連続射撃時）
- 射程：21,000m（標準榴弾）/m（ロケット補助推進弾）